# Međunarodni ugovor
Međunarodni ugovor je svaki sporazum sklopljen između dvaju ili više subjekata međunarodnog prava, koji je uređen međunarodnim pravom, bilo da je sadržan u jedinstvenoj ispravi ili u više međusobno povezanih isprava, bez ozbira na njegov poseban naziv.
Treba svakako naglasiti da svaki međunarodni ugovor, kojeg su ratificirala odnosno potvrila zakonodavna tijela država ugovornica, po svojoj pravnoj snazi jest iznad zakona i podzakonskih akata.
Međunarodni ugovori mogu nositi razne nazive, kao što su: ugovor, konvencija, protokol, pakt, akt, sporazum, memorandum, povelja, statut, konkordat.
Kao što je rečeno, međunarodni ugovor može se sklapati između dva (dvostrani ugovor) ili više (mnogostrani ugovor) subjekta međunarodnog prava - tj. država, međunarodnih organizacija te ostalih subjekata međunarodnog prava kao što su ustanici ili oslobodilački pokreti. 
Međutim, kod međunarodnih ugovora razlikuje se trenutak potpisivanja subjekata međunarodnog prava (najčešće država ugovornica) od trenutka stupanja na snagu toga ugovora.
To ovisi o ratifikaciji odnosno razmjeni isprava i usvajanju u parlamenatima država potpisnica. Tek njihovom potvrdom međunarodni ugovor je preuzet u unutarnji pravni sustav svake od država ugovornica, te kao takav stupa na snagu i počinje njegova primjena.

## Definicija
Bečka konvencija o pravu međunarodnih ugovora definira međunarodni ugovor kao "međunarodni sporazum koji je u pismenom obliku sklopljen između država i uređen međunarodnim pravom, bilo da je sadržan u jedinstvenoj ispravi ili u dvjema ili u više međusobno povezanih isprava i bez obzira na njegov poseban naziv". Na sličan način međunarodni ugovor se definira i u Bečkoj konvencija o sukcesiji država glede međunarodnih ugovora iz 1978. i Bečkoj konvencija o pravu
međunarodnih ugovora između država i međunarodnih organizacija ili između međunarodnih organizacija iz 1986., iako se u posljednjoj pojavljuje nužna razlika s obzirom na njezino polje primjene. Iz navedene definicije može se zaključiti da su glavne odrednice međunarodnog ugovora sadržane u njegovim strankama, postignutom sporazumu, pisanom obliku te podvrgnutost pravilima međunarodnog prava.
Stranke međunarodnog ugovora su subjekti međunarodnog prava, tj. one kojima je priznat međunarodnopravni subjektivitet. To su u prvom redu države. Svaka država ima sposobnost sklapanja ugovora. Drugi subjekti koji mogu biti stranke međunarodnih ugovora su međunarodne (međuvladine) organizacije, savezne jedinice u saveznim državama, u skladu s njihovim ustavnim uređenjima, internacionalizirana područja, ustanici priznati kao zaraćene strane.

## Načini izražavanja pristanka na vezanost ugovorom
Kako bi subjekt postalo strankom ugovora, on mora na konkretan način iskazat svoju volju za preuzimanjem prava i obveza iz ugovora. Naime, sve radnje poduzete u postupku sklapanja ugovora nemaju za posljedicu stvaranje pravne obveze za stranku koja ih je poduzela. Pravna veza između stranke i ugovora započinje tek nakon što ona izrazi svoj pristanak da bude vezana ugovorom.  Taj pristanak se može iskazat na nekoliko načina, a Bečka konvencija u svom članku 11. predviđa sljedeće: 
- potpisivanje,
- razmjena isprava koje čine ugovor,
- ratifikacija,
- prihvat, odobrenje,
- pristup, i
- drugi ugovoreni način.

Samim izražavanjem pristanka ugovor još ne mora stupiti na snagu, već će on puni pravni učinak proizvoditi tek nakon što svoj pristanak dade i suprotna strana (ako se radi o dvostranom ugovoru) ili sve stranke, odnosno minimalan broj stranaka propisan u samom ugovoru (ako se radi o mnogostranom ugovoru). Bečka konvencija prihvatila je načelo slobodne dispozicije stranaka te će se države vezati na onaj način na koji su se dogovorile, bez davanja prednosti bilo kojem od nabrojenih načina.

## Rezerve i interpretativne izjave uz međunarodne ugovore
Bečka konvencija o pravu međunarodnih ugovora definira rezervu kao jednostranu izjavu, bez obzira na to kako je sastavljena ili nazvana, koju država daje prilikom potpisivanja, ratifikacije, prihvata ili odobrenja ugovora ili prilikom pristupa ugovoru, a kojom se želi isključiti ili izmijeniti pravni učinak nekih odredaba tog ugovora u njihovoj primjeni na tu državu. Rezervu može staviti država prilikom izražavanja pristanka biti vezanom ugovorom, osim ako je ta rezerva ugovorom zabranjena, ako ugovor predviđa stavljanje samo određenih rezervi, među kojima se dotična rezerva ne nalazi, ili u drugim slučajevima ako je rezerva inkompatibilna s predmetom i svrhom ugovora (članak 19. Konvencije).
Za razliku od rezervi, Bečka konvencija o pravu međunarodnih ugovora ne definira interpretativnu izjavu. Vodič za praksu glede rezervi uz međunarodne ugovore, kojeg je usvojila Komisija za međunarodno pravo 2011. godine donosi sljedeću definiciju: "Interpretativna izjava znači jednostranu izjavu, bez obzira na to kako je sastavljena ili nazvana, koju daje država ili međunarodna organizacija, a kojom ta država ili međunarodna organizacija želi točno odrediti ili razjasniti značenje ili doseg međunarodnog ugovora ili nekih njegovih odredaba." U Republici Hrvatskoj, njezina definicija je dana u članku 2. Zakona o sklapanju i izvršavanju međunarodnih ugovora: "Interpretativna izjava je jednostrana izjava u pisanom obliku, bez obzira na to kako je sastavljena ili nazvana, kojom Republika Hrvatska, prigodom potpisivanja ili davanja pristanka da bude vezana međunarodnim ugovorom, izražava tumačenje, objašnjenje ili preciziranje nekih odredaba toga međunarodnog ugovora u njihovoj primjeni na Republiku Hrvatsku ili iznošenje političkog stava."
Kao zasebni pravni institut, interpretativne izjave počele su se razvijati u novije vrijeme, s porastom broja mnogostranih međunarodnih ugovora o različitim i često vrlo osjetljivim temama. Neke od tih ugvora sadržavaju i ugovorne klauzule o zabrani rezervi, pa onda državama jedino ostaje mogućnost stavljanja izjava kojima se niti mijenja niti isključuje pravni učinak ugovornih odredbi. Prvotna svrha interpretativnih izjava je da tumače ugovor uz koji su stavljene ili neke od njegovih odredaba. One ne idu za tim da isključuju ili mijenjaju pravni učinak ugovornih odredbi, što je temeljna odlika rezervi.

## Poveznica
- Pravo međunarodnih ugovora
- Ratifikacija